# Kyselina m-chlorperoxybenzoová
Kyselina meta-chlorperoxybenzoová (též kyselina m-chlorperoxybenzoová) je karboxylová peroxokyselina často používaná v organické syntéze jako oxidační činidlo. Obvykle se upřednostňuje před ostatními peroxokyselinami, protože se snáze skladuje. Mezi hlavní způsoby jejího použití patří přeměna ketonů na estery (Baeyerova-Villigerova oxidace), epoxidace alkenů (Priležajevova reakce), přeměna silylenoletherů na silyl α-hydroxyketony (Rubottomova oxidace), oxidace thioetherů na sulfoxidy a sulfony a oxidace aminů na aminoxidy. Je to silné oxidační činidlo, které při styku s hořlavými látkami může způsobit požár.

## Příprava
Kyselina m-chlorperoxybenzoová se dá připravit reakcí m-chlorbenzoylchloridu s peroxidem vodíku za přítomnosti síranu hořečnatého, hydroxidu sodného a 1,4-dioxanu a následným okyselením.

## Dostupnost a čistota
Jako čistá látka může kyselina m-chlorperoxybenzoová vybouchnout při nárazu nebo dotekem s jiskrami. Z tohoto důvodu se prodává jako méně než 72% směs. Peroxykyselina může být přečištěna promytím komerčního materiálu mírně zásaditým pufrem a následným sušením.
Peroxykyseliny jsou obecně o něco slabší než odpovídající karboxylové kyseliny a tak lze zvýšit jejich čistotu opatrným pozměněním pH. Čistá kyselina je dostatečně odolná vůči rozkladu, pokud je skladována při nízkých teplotách v plastových nádobách.
V případech, kdy musí být známa přesná koncentrace kyseliny meta-chlorperoxybenzoové, může být vzorek titrován za účelem zjištění přesné koncentrace aktivního oxidačního činidla.

## Příklad reakce
Na následujícím obrázku je znázorněna reakce kyseliny cyklohexenu s kyselinou meta-chlorperoxybenzoovou za vzniku epoxidu:
Cis nebo trans izomerie alkenového výchozího materiálu zůstává zachována.